# Nacho Duato
Nacho Duato, pseudonimo di Juan Ignacio Duato Bárcia (Valencia, 8 gennaio 1957), è un danzatore e coreografo spagnolo.
Dopo una lunga carriera, è stato scelto, dal Ministero della Cultura e dell'educazione spagnolo, quale direttore della Compañía Nacional de Danza de España nel 1990.

## Biografia
Ha studiato alla Rambert School di Londra e quindi con Maurice Béjart alla Mudra School di Bruxelles per poi passare all'Alvin Ailey American Dance Theater di New York City.
Ha iniziato la sua attività professionale al Cullberg Ballet di Stoccolma e l'anno successivo è passato al Nederlands Dans Theater, sotto la guida del direttore artistico Jiří Kilián, dove è rimasto per dieci anni. Durante questo periodo, si è rivelato essere uno dei danzatori più importanti del panorama europeo e ha realizzato la coreografia del balletto Jardí tancat (Giardino chiuso) nel 1983, su musiche di Maria del Mar Bonet, che venne premiata con il primo premio all'Internationaler Choreographischer Wettbewerb di Colonia. Nel 1988 venne nominato coreografo stabile al  Nederlands Dans Theater assieme a Hans van Manen e Jiří Kilián.
Sue coreografie sono state inserite in molte prestigiose compagnie internazionali quali Cullberg Ballet e Nederlands Dans Theater, American Ballet Theatre, The Australian Ballet, Les Grands Ballets Canadiens,  Stuttgart Ballet, Ballet Gulbenkian, San Francisco Ballet, Royal Ballet e Balletto dell'Opéra di Parigi.
Dal 2019 è direttore artistico del balletto del Teatro Michajlovskij di San Pietroburgo.

## Coreografie
- Ucelli (Respighi)
- Synaphai (Xenakis/Vangelis)
- Bolero (Ravel)
- Arenal (Bonet)
- Chansons Madecasses (Ravel)
- Raptus (Wagner Wesendonck Lieder)

Compañía Nacional de Danza:
- Concierto Madrigal (Rodrigo)
- Opus Piat (Beethoven)
- Empty (collage di musiche di Kobayashi, Glass, Hendrix, Sculthorpe, Shankar, Marta y Camille Saint-Saëns)
- Coming Together (Rzewski)
- Mediterrania (collage di musiche di Jerónimo Maesso, Bonet, Peter Griggs, Lisa Gerrard, Perry, Juan A. Arteche e Javier Paxariño)
- Cautiva (Iglesias)
- Alone, for a Second (Satie)
- Tabulae (Iglesias)
- Ecos (Micus)
- Cero sobre cero (Iglesias)
- Por vos muero (Musiche spagnole del XV e XVI secolo)
- Self (Iglesias)
- Remansos (Granados)
- Romeo y Julieta (Sergei Prokofiev)
- Without Words (Schubert)
- Multiplicity. Forms of Silence and Emptiness (Johann Sebastian Bach)
- Herrumbre (Pedro Alcalde e Sergio Caballero)
- Diecisiete (Pedro Alcalde e Sergio Caballero)
- Hevel (Pedro Alcalde e Sergio Caballero).
- Jardi Tancat 1983

## Premi e riconoscimenti
- 1983: Internationaler Choreographischer Wettbewerb, Colonia, Primo premio per Jardí tancat.
- 1987: VSCD Gouden Dansprije per la sua attività
- 1995: Onorificenza di Chevalier dans l'Ordre des Arts et des Lettres
- 1998: Gold Medal for Merit in the Fine Arts Spagna
- 2000: Benois de la Danse dall'International Dance Association all'Opera di Stoccarda, per la sua coreografia Multiplicity. Forms of Silence and Emptiness[6].
- 2003: Premio Nacional de Danza per la coreografia in Spagna[7].